# Долішнє Козарево
Долішнє Коза́рево (болг. Долно Козарево) — село в Тирговиштській області Болгарії. Входить до складу общини Омуртаг.

## Населення
За даними перепису населення 2011 року у селі проживали 415 осіб, усі — турки.
Розподіл населення за віком у 2011 році:
Динаміка населення: